# Pianotarium
Pianotarium: Piano Tribute to Metallica (укр. Піанотаріум: фортепіанна данина Metallica) — триб'ют-альбом із кавер-версіями пісень рок-гурту Metallica, випущений піаністом Скоттом Девісом 2007 року.

## Про альбом
Скотт Девіс — композитор та піаніст, який відомий своїми аранжуваннями рок-хітів для фортепіано. Його перший диск, що вийшов 2003 року, містив композиції в стилі «нью-ейдж». 2006 року він записав триб'ют-альбом Rockfluence із власними версіями хітів Guns N' Roses, Eagles, Evanescence та інших рок-гуртів.
Альбом Pianotarium вийшов 2007 року та містив вісім кавер-версій пісень Metallica та три власні композиції Девіса. За словами музиканта, він був фанатом гурту з 14-річного віку і завжди вважав, що музика Metallica буде добре звучати у фортепіанному аранжуванні. До альбому увійшли як балади гурту, на кшталт «Nothing Else Matters», «Fade to Black» та «One», так і більш енергійні пісні. Найскладнішою у виконанні Девіс вважав «Master of Puppets» через високу швидкість та насиченість композиції. Музикант також звертав увагу, що хоча вокальні та гітарні партії він зміг відтворити досить точно, відсутність «бендів» на фортепіано далася взнаки.
На сайті Sacramento News & Review Девіса назвали «Доктором Гетфілдом та містером Тешем», порівнявши із фронтменом Metallica та відомим сучасним композитором. На думку журналіста Едварда Данна, «темніший тон Pianotarium є відхиленням від більш типових засобів професійного піаніста, хоча метал, безперечно, також впливає на інші його композиції».

## Список пісень
| Pianotarium — Piano Tribute To Metallica | Pianotarium — Piano Tribute To Metallica | Pianotarium — Piano Tribute To Metallica |
| #                                        | Назва                                    | Тривалість                               |
| ---------------------------------------- | ---------------------------------------- | ---------------------------------------- |
| 1.                                       | «Enter Sandman»                          | 5:39                                     |
| 2.                                       | «Until It Sleeps»                        | 4:27                                     |
| 3.                                       | «Master Of Puppets»                      | 8:44                                     |
| 4.                                       | «The Unforgiven»                         | 6:06                                     |
| 5.                                       | «Welcome Home (Sanitarium)»              | 6:23                                     |
| 6.                                       | «Nothing Else Matters»                   | 6:02                                     |
| 7.                                       | «One»                                    | 6:17                                     |
| 8.                                       | «Fade To Black»                          | 6:49                                     |

| The Renewal (оригінальна композиція) | The Renewal (оригінальна композиція) | The Renewal (оригінальна композиція) |
| #                                    | Назва                                | Тривалість                           |
| ------------------------------------ | ------------------------------------ | ------------------------------------ |
| 9.                                   | «i — Lament»                         | 2:28                                 |
| 10.                                  | «ii — Inner Battle»                  | 3:50                                 |
| 11.                                  | «iii — Return To Sanity»             | 3:53                                 |